# Latonigena africanus
Latonigena africanus är en spindelart som beskrevs av Tucker 1923. Latonigena africanus ingår i släktet Latonigena och familjen plattbuksspindlar. Inga underarter finns listade i Catalogue of Life.